# جيمي سياج
جيمي سياج (بالإسبانية: Jaime Siaj)‏ (16 ديسمبر 1995 بمدريد في إسبانيا - ) هو لاعب كرة قدم إسباني في مركز الهجوم.

## روابط خارجية
- جيمي سياج على موقع الدوري الأمريكي (الإنجليزية)
- جيمي سياج على موقع قاعدة بيانات كرة القدم.إي يو (الإنجليزية)
- جيمي سياج على موقع Soccerway.com (الإنجليزية)